# Болярка (Брониківська сільська громада)
Боля́рка — село в Україні, у Брониківській сільській територіальній громаді Звягельського району Житомирської області. До 1946 року — колонія. Кількість населення становить 42 особи (2001).

## Населення
В кінці 19 століття — 401 мешканець та 62 двори, у 1906 році налічувалося 428 жителів та 66 дворів, у 1910 році — 425 мешканців.
Станом на 1923 рік в поселенні нараховано 71 двір та 395 мешканців.
Відповідно до результатів перепису населення СРСР, кількість населення, станом на 12 січня 1989 року, становила 62 особи. Станом на 5 грудня 2001 року, відповідно до перепису населення України, кількість мешканців села становила 42 особи.

### Мова
Розподіл населення за рідною мовою за даними перепису 2001 року:
| Мова       | Кількість | Відсоток |
| ---------- | --------- | -------- |
| українська | 42        | 100%     |

## Історія
Раніше — лютеранське поселення (рос. Балярка, Болярка-Улашановка), за 30 км південно-східніше Новограда-Волинського. Лютеранська парафія — Новоград-Волинський.
В кінці 19 століття — колонія Рогачівської волості Новоград-Волинського (Звягельського) повіту, за 22 версти (24 км) від повітового міста Звягеля.
У 1906 році — колонія Рогачівської волості (3-го стану) Новоград-Волинського повіту Волинської губернії. Відстань до повітового центру, м. Новоград-Волинський, становила 24 версти, до волосного центру, містечка Рогачів — 20 верст. Найближче поштово-телеграфне відділення розташовувалося в міст. Рогачів.
У 1923 році увійшла до складу новоствореної Кам'яномайданської (Кам'яно-Майданської) сільської ради, котра, від 7 березня 1923 року, стала частиною новоутвореного Новоград-Волинського району Житомирської (згодом — Волинська) округи. Розміщувалася за 15 верст від районного центру, м. Новоград-Волинський, та за 1,5 версти — від центру сільської ради, с. Кам'яний Майдан.
20 червня 1930 року, в складі сільської ради, включена до новоствореного Соколовського району Волинської округи, 15 вересня 1930 року повернута до складу Новоград-Волинського району, 4 червня 1934 року віднесена до складу Мархлевського району, 17 жовтня 1935 року — до складу Новоград-Волинської міської ради Київської області.
У 1946 році колонію віднесено до категорії сіл. 11 серпня 1954 року, внаслідок ліквідації Кам'яномайданської сільської ради, передане до складу Миколаївської сільської ради Новоград-Волинської міської ради Житомирської області. 4 червня 1958 року, в складі сільської ради, увійшло до відновленого Новоград-Волинського району Житомирської області. 30 вересня 1958 року, відповідно до рішення Житомирського облвиконкому № 957 «Про зміну адміністративно-територіального поділу Новоград-Волинського району», село включене до складу Черницької (згодом — Барвинівська) сільської ради, в 1961 році передане до складу Брониківської сільської ради Новоград-Волинського району. 12 серпня 1974 року, відповідно до рішення Житомирського ОВК № 342 «Про зміни в адміністративно-територіальному поділі окремих районів області в зв'язку з укрупненням колгоспів», село включене до складу відновленої Кам'яно-Майданської сільської ради Новоград-Волинського району.
У 2017 році увійшло до складу новоствореної Брониківської сільської територіальної громади Новоград-Волинського району Житомирської області.